# Irene Schweizer
Irène Schweizer (Schaffhausen, 2 de junio de 1941-Zúrich, 16 de julio de 2024) fue una pianista y compositora suiza de jazz. 

## Historial
Situada dentro de la escena del free jazz y la improvisación libre, ha tocado y grabado un gran número de veces con solo piano, así como con el Feminist Improvising Group, entre cuyos miembros se incluyen Lindsay Cooper, Maggie Nichols, Georgie Born y Sally Potter. Ha tocado también frecuentemente en dúo con los bateristas Pierre Favre, Louis Moholo, Andrew Cyrille, Günter Sommer, Han Bennink y Hamid Drake, así como en sesiones con trío y cuarteto, con músicos como John Tchicai, Evan Parker o Peter Kowald. 
Con Yusef Lateef, Uli Trepte y Mani Neumeier, intervino en el Montreux Jazz Festival de 1967. Entre sus colaboradores más estables, se encuentra el músico Rüdiger Carl.